# Al-Arabi SC (Qatar)
Al-Arabi Sports Club (în arabă النادي العربي الرياضي), cunoscut și ca Al-Arabi Al-Qatari, este un club sportiv din Doha, Qatar, cu echipe în mai multe sporturi, cea mai importantă din ele fiind cea din fotbal, care în prezent evoluează în Qatar Stars League. Al-Arabi este al doilea cel mai de succes club din Qatar după Al Sadd.

## Palmares
- Qatar Stars League (7): 1983, 1985, 1991, 1993, 1994, 1996, 1997

- Emir of Qatar Cup (8): 1978, 1979, 1980, 1983, 1984, 1989, 1990, 1993

- Qatar Crown Prince Cup (1): 1997

- Qatar Sheikh Jassem Cup (6): 1980, 1982, 1994, 2008, 2010, 2011

- Ittihad Cup (2): 1990, 1997

## Lotul actual
| Nr. |                          | Poziție | Jucător                                   |
| --- | ------------------------ | ------- | ----------------------------------------- |
| 2   | Qatar                    | F       | Yousef Muftah                             |
| 3   | Senegal                  | F       | Gueye Laye                                |
| 4   | Qatar                    | M       | Abdulrahman Anad                          |
| 5   | Spania                   | F       | Simo Keddari                              |
| 6   | Qatar                    | F       | Abdullah Marafee                          |
| 8   | Qatar                    | M       | Ahmed Fatehi                              |
| 10  | Spania                   | M       | Rodri                                     |
| 11  | Iordania                 | A       | Yazan Al Naimat                           |
| 13  | Qatar                    | F       | Mohammed Alaaeldin                        |
| 14  | Qatar                    | F       | Helal Mohammed (on loan from Al-Khor)     |
| 15  | Qatar                    | F       | Jassem Gaber                              |
| 16  | Qatar                    | F       | Abdullah Al-Sulaiti                       |
| 17  | Qatar                    | A       | Ahmed Alaaeldin (on loan from Al-Gharafa) |
| 20  | Qatar                    | M       | Luiz Júnior                               |
| 21  | Qatar                    | P       | Mahmud Abunada                            |
| 22  | Senegal                  | F       | Abdou Diallo                              |
| 23  | Teritoriile Palestiniene | A       | Alaa Aldeen Hassan                        |

| Nr. |         | Poziție | Jucător                 |
| --- | ------- | ------- | ----------------------- |
| 24  | Qatar   | M       | Abdullah Murisi         |
| 27  | Qatar   | M       | Ahmed Moein             |
| 28  | Tunisia | M       | Youssef Msakni          |
| 30  | Qatar   | P       | Mohamed Saeed Ibrahim   |
| 31  | Qatar   | P       | Jasem Al-Hail           |
| 34  | Qatar   | A       | João Pedro U19          |
| 35  | Qatar   | M       | Ghanem Al-Sulaiti U21   |
| 38  | Qatar   | M       | Mohammed Al-Sulaiti U21 |
| 39  | Qatar   | M       | Ayad Mohammed U21       |
| 40  | Qatar   | M       | Shadi Bouri U21         |
| 41  | Qatar   | F       | Marwan Hassan U21       |
| 47  | Qatar   | M       | Tamer Bouri U21         |
| 49  | Qatar   | M       | Faisal Al-Obaidili U21  |
| 77  | Qatar   | M       | Yazan Esmat U21         |
| 79  | Qatar   | P       | Hassan Thabet U21       |
| 80  | Franța  | A       | Isaac Lihadji           |
| 99  | Qatar   | A       | Rami Suhail             |

## Antrenori
Istoricul antrenorilor lui Al-Arabi (incomplet):

(* denotes caretaker role)

### Al-Wehda (1957–72)
- Tayeb Fadel (1957–??)
- Hassan Djidjo (1968–??)
- Ahmed Ali Al-Ansari (1969)

### Al-Arabi (1972–prezent)
| - Salah Daf'allah (1972) (player–manager) - Wagdi Jamal (1975–76) - Jaber Yusif Al-Jassim (1976–78) - Abdul Ameer Zainal (1978) - Silas (1978–80) - Hassan Mokhtar (1980) - Procópio Cardoso (1981–83) - João Francisco (1983–84) - Sebastião (1984) - Cabralzinho (1984–86) - Sebastião (1986–??) - Joseph Bowie (1988–89) - Luis Alberto (1989–91) - Oswaldo de Oliveira (1991–92) - Zé Mario (1992) - Colin Addison (1992–93) - Zé Mario (1993) - René Simões (1993–94) - Oswaldo de Oliveira (1994–95) - Akram Salman (1995–96) - Abdullah Saad (1996) - Džemaludin Mušović (1996–97) - Ferdinando Teixeira (1997–98) - Abdullah Saad (1998) - Anatoliy Azarenkov (1998–99) - Fuad Muzurović (1999) - José Paulo Rubim (1999) - Ednaldo Patricio (1999) | - Roald Poulsen (1999–00) - Luis Santibáñez (2000) - Adnan Dirjal (2000–01) - Procópio Cardoso (2001) - Abdullah Saad* (2001–02) - Slobodan Santrač (2002–03) - Carlos Roberto Pereira (2003) - Cabralzinho (July 2003–Nov 03) - Wolfgang Sidka (Nov 16, 2003–30 iunie 2005) - Ilie Balaci (June 2005–July 06) - Henri Michel (1 iulie 2006–Oct 21, 2006) - Abdullah Saad* (Oct 2006–Nov 06) - Srećko Juričić (Nov 1, 2006–Dec 31, 2006) - José Romão (Feb 2007–March 08) - Adilson Fernandes (March 2008–April 08) - Zé Mario (July 2008–Jan 09) - Uli Stielike (Jan 5, 2009–30 iulie 2010) - Péricles Chamusca (1 iulie 2010–3 iunie 2011) - Paulo Silas (9 iunie 2011–Jan 3, 2012) - Abdullah Saad* (Jan 1, 2012–19 martie 2012) - Pierre Lechantre (19 martie 2012–Sept 27, 2012) - Abdelaziz Bennij* (Sept 2012–Oct 12) - Hassan Shehata (Oct 6, 2012–Dec 6, 2012) - Abdelaziz Bennij (Dec 2012–June 13) - Uli Stielike (5 iunie 2013–Feb 14) - Paulo César Gusmão (Feb 2014–June 5, 14) - Dan Petrescu (5 iunie 2014–) |

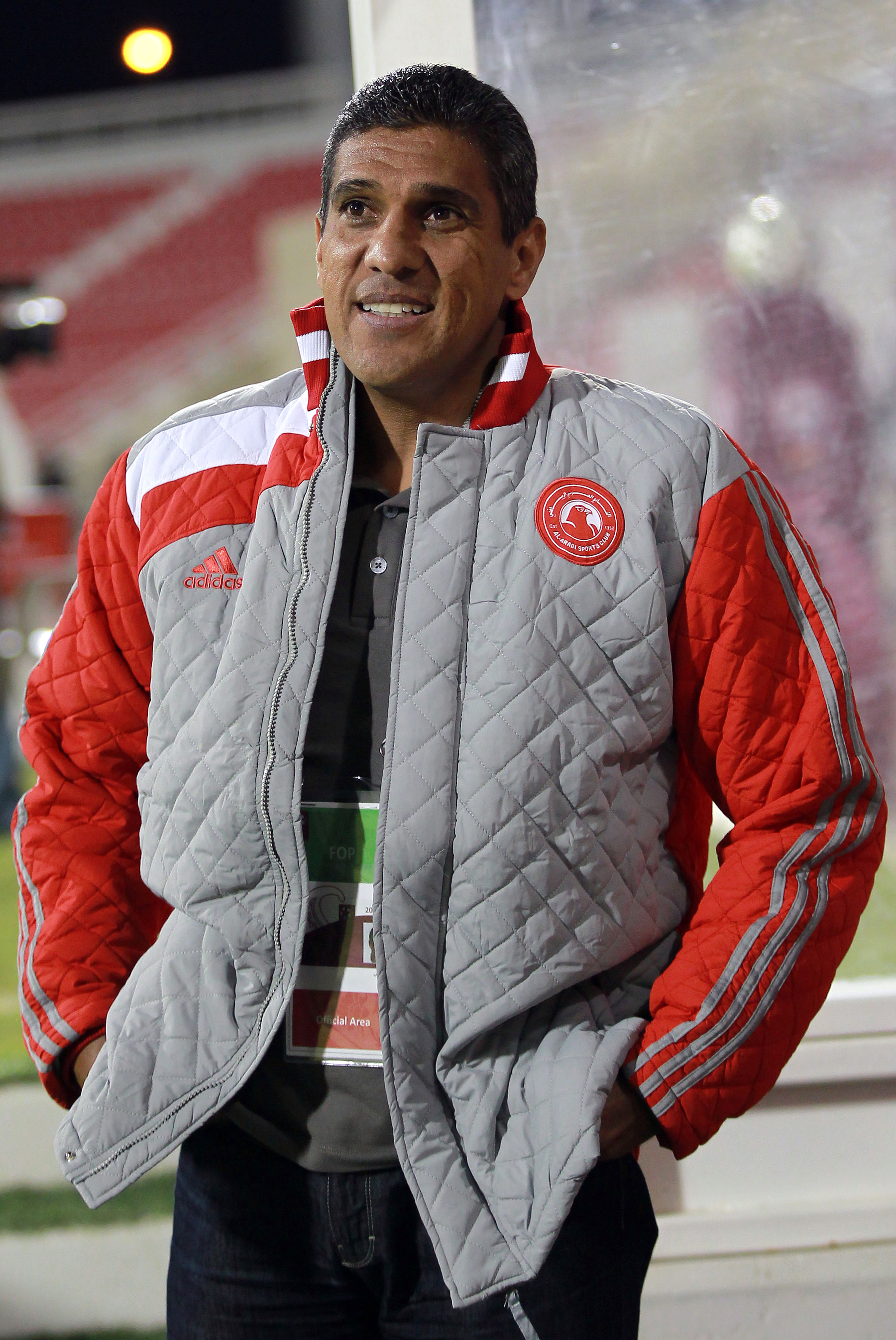
Paulo Silas, fostul antrenor al lui Al Arabi.

Foști antrenori în perioade necunocute
- Mohammed Atatash
- J. Mustafa
- Atha Al-Shatti
- Hilmi Al-Qut
- Medhat Mohammed
- Al-Makki
- Flamarion Nunes
- Ahmed Jassim Al-Jassim "Menotti"
- Eid Mubarak